# 作楽クリエイト
株式会社作楽クリエイト（さくらくりえいと、英: Sakura Create）は、日本のアニメ制作会社。略称は「作楽」。ここでは旧法人である「作楽クリエイト有限会社」についても解説する。

## 概要・沿革

### 創業から転換期
作楽クリエイトは、スタジオジブリの第一期研修生だった伊藤秀樹が、2002年2月に長野県上田市で設立した作画スタジオが始まりである。伊藤はジブリ退社後、長野県安曇野市へ移住し大工として活動していたものの、上田市でアニメスタジオを設立する計画が具体化するにあたり、自ら責任者として名乗りを上げ、同地に「作楽クリエイト有限会社」を創業した。
創業当初は、主に他社からの依頼を受けて作画や仕上げといったアニメ制作工程の一部を請け負う下請け業務が中心だった。しかし2004年に東京都西東京市富士町に東京スタジオを設立したのを機に、アニメ作品の特定の話数全体の制作を請け負うグロス請けを開始し、制作スタジオへと体制を転換した。テレビシリーズのアニメーション制作に携わるだけでなく、三洋精密やJAといった企業や共同組合のCMのアニメーション部分の制作も数多く手がけた。2013年には、創業者の伊藤が取締役会長を退任し、フリーランスのアニメーター・演出家となった。
グロス請けした話数の中には、制作進行の名義として「桜栗 英人（さくらくり えいと）」というハウスネームがクレジットされることもあった。

### 事業拡大と法人改組
同社は2015年のWEBアニメ『カレバカ ～吾輩ノ彼ハ馬鹿でR～』より元請け制作を開始し、2019年の『まんなかのりっくん』でテレビシリーズにも進出した。
2019年1月22日、事業拡大に伴い東京スタジオを東京都西東京市柳沢へ移転。
2020年12月21日、東京スタジオを本社として作楽クリエイトの事業を継承し、新たに「株式会社作楽クリエイト」を設立した。代表取締役にはサンシャインコーポレーションを経て、東京スタジオでプロデューサーを務めていた高吉哲歩が就任し、新たな経営体制となった。
旧法人である「作楽クリエイト有限会社」は2021年8月11日に解散し、長年の拠点だった上田市から事業を撤退した。その後、「株式会社作楽クリエイト」は、2023年2月27日に本社を現在の所在地である東京都西東京市田無町に移転した。

## 主な作品

### テレビアニメ
| 開始年 | 放送期間  | タイトル           | 監督   | シリーズ構成 | プロデューサー            | 原作 | 備考                 |
| ------ | --------- | ------------------ | ------ | ------------ | ------------------------- | ---- | -------------------- |
| 2019年 | 1月 - 3月 | まんなかのりっくん | 関暁子 | N/A          | 髙吉哲歩 くまくらたかあき | 漫画 | 土塚理弘との共同制作 |

### Webアニメ
| 配信年 | タイトル                       | 監督   | 脚本 | プロデューサー | 原作 | 備考                 |
| ------ | ------------------------------ | ------ | ---- | -------------- | ---- | -------------------- |
| 2015年 | カレバカ ～吾輩ノ彼ハ馬鹿でR～ | 関暁子 | N/A  | 高吉哲歩       | 漫画 | 土塚理弘との共同制作 |

### 制作協力
| 開始年 | 放送期間  | タイトル                                                           | 監督   | シリーズ構成 | アニメーション プロデューサー | 原作 | 備考                                               |
| ------ | --------- | ------------------------------------------------------------------ | ------ | ------------ | ----------------------------- | ---- | -------------------------------------------------- |
| 2025年 | 1月 - 3月 | ギルドの受付嬢ですが、残業は嫌なのでボスをソロ討伐しようと思います | 長澤剛 | 千葉美鈴     | 髙吉哲歩                      | 小説 | 制作元請：CloverWorks 制作プロデューサー：伊藤泰斗 |

| 公開年 | タイトル               | 監督           | 脚本     | アニメーション プロデューサー | 原作 | 備考                                             |
| ------ | ---------------------- | -------------- | -------- | ----------------------------- | ---- | ------------------------------------------------ |
| 2022年 | 君を愛したひとりの僕へ | カサヰケンイチ | 坂口理子 | 山川剛史 高吉哲歩             | 小説 | 制作元請：トムス・エンタテインメント/第6スタジオ |

| 開始年 | 放送期間  | タイトル       | 監督     | シリーズ構成 | アニメーション プロデューサー | 原作             | 備考                                             |
| ------ | --------- | -------------- | -------- | ------------ | ----------------------------- | ---------------- | ------------------------------------------------ |
| 2023年 | 4月 - 6月 | 爆丸レジェンズ | 市川量也 | 村山功       | 髙吉哲歩                      | メディアミックス | 制作元請：トムス・エンタテインメント/第6スタジオ |

| 開始年 | タイトル                                            | 制作元請                                 | 備考     |
| ------ | --------------------------------------------------- | ---------------------------------------- | -------- |
| 2004年 | MAJOR メジャー                                      | スタジオ雲雀                             | N/A      |
| 2005年 | 遙かなる時空の中で-八葉抄-                          | ゆめ太カンパニー                         | N/A      |
| 2005年 | ギャラリーフェイク                                  | トムス・エンタテインメント               | N/A      |
| 2005年 | capeta                                              | スタジオコメット                         | N/A      |
| 2005年 | 甲虫王者ムシキング 森の民の伝説                     | トムス・エンタテインメント               | 制作協力 |
| 2005年 | MAJOR メジャー 第2シリーズ                          | スタジオ雲雀                             | N/A      |
| 2006年 | Ergo Proxy                                          | マングローブ                             | N/A      |
| 2006年 | エア・ギア                                          | 東映アニメーション                       | N/A      |
| 2006年 | シュヴァリエ 〜Le Chevalier D'Eon〜                 | Production I.G                           | N/A      |
| 2006年 | DEATH NOTE                                          | マッドハウス                             | N/A      |
| 2006年 | D.Gray-man                                          | トムス・エンタテインメント               | N/A      |
| 2007年 | 天保異聞 妖奇士                                     | ボンズ                                   | N/A      |
| 2007年 | レ・ミゼラブル 少女コゼット                         | 日本アニメーション                       | N/A      |
| 2007年 | MAJOR メジャー 第3シリーズ                          | スタジオ雲雀                             | N/A      |
| 2007年 | BACCANO! -バッカーノ!-                              | ブレインズ・ベース                       | N/A      |
| 2007年 | ミヨリの森                                          | 日本アニメーション                       | 制作協力 |
| 2008年 | MAJOR メジャー 第4シリーズ                          | SynergySP                                | N/A      |
| 2008年 | ソウルイーター                                      | ボンズ                                   | N/A      |
| 2008年 | 二十面相の娘                                        | ボンズ・テレコム・アニメーションフィルム | N/A      |
| 2008年 | ライブオン CARDLIVER 翔                             | トムス・エンタテインメント               | N/A      |
| 2009年 | 続 夏目友人帳                                       | ブレインズ・ベース                       | N/A      |
| 2009年 | 戦場のヴァルキュリア                                | A-1 Pictures                             | N/A      |
| 2009年 | グイン・サーガ                                      | サテライト                               | N/A      |
| 2009年 | 東京マグニチュード8.0                               | ボンズ・キネマシトラス                   | N/A      |
| 2009年 | 戦う司書 The Book of Bantorra                       | デイヴィッドプロダクション               | N/A      |
| 2010年 | デュラララ!!                                        | ブレインズ・ベース                       | N/A      |
| 2010年 | 海月姫                                              | ブレインズ・ベース                       | N/A      |
| 2011年 | カードファイト!! ヴァンガード                       | トムス・エンタテインメント               | N/A      |
| 2011年 | レベルE                                             | ぴえろ・デイヴィッドプロダクション       | N/A      |
| 2011年 | IS 〈インフィニット・ストラトス〉                   | エイトビット                             | N/A      |
| 2011年 | 青の祓魔師                                          | A-1 Pictures                             | N/A      |
| 2011年 | うさぎドロップ                                      | Production I.G                           | N/A      |
| 2011年 | 夏目友人帳 参                                       | ブレインズ・ベース                       | N/A      |
| 2011年 | 未来日記                                            | アスリード                               | N/A      |
| 2012年 | ZETMAN                                              | トムス・エンタテインメント               | N/A      |
| 2012年 | カードファイト!! ヴァンガード アジアサーキット編    | トムス・エンタテインメント               | N/A      |
| 2012年 | つり球                                              | A-1 Pictures                             | N/A      |
| 2012年 | ジュエルペット きら☆デコッ!                         | スタジオコメット                         | N/A      |
| 2012年 | 神様はじめました                                    | トムス・エンタテインメント               | N/A      |
| 2012年 | 絶園のテンペスト                                    | ボンズ                                   | N/A      |
| 2013年 | カードファイト!! ヴァンガード リンクジョーカー編    | トムス・エンタテインメント               | N/A      |
| 2013年 | 惡の華                                              | ゼクシズ                                 | N/A      |
| 2013年 | ジュエルペット ハッピネス                           | スタジオコメット                         | N/A      |
| 2013年 | 有頂天家族                                          | P.A.WORKS                                | N/A      |
| 2013年 | 弱虫ペダル                                          | トムス・エンタテインメント               | N/A      |
| 2014年 | まじっく快斗1412                                    | A-1 Pictures                             | N/A      |
| 2014年 | 弱虫ペダル GRANDE ROAD                              | トムス・エンタテインメント               | N/A      |
| 2015年 | カードファイト!! ヴァンガードG                      | トムス・エンタテインメント               | N/A      |
| 2015年 | 神様はじめました◎                                   | トムス・エンタテインメント               | N/A      |
| 2015年 | 六花の勇者                                          | パッショーネ                             | N/A      |
| 2015年 | 実は私は                                            | トムス・エンタテインメント               | N/A      |
| 2015年 | すべてがFになる THE PERFECT INSIDER                 | A-1 Pictures                             | N/A      |
| 2015年 | カードファイト!! ヴァンガードG ギアースクライシス編 | トムス・エンタテインメント               | N/A      |
| 2016年 | ビッグオーダー                                      | アスリード                               | N/A      |
| 2016年 | ReLIFE                                              | トムス・エンタテインメント               | N/A      |
| 2016年 | 甘々と稲妻                                          | トムス・エンタテインメント               | N/A      |
| 2016年 | D.Gray-man HALLOW                                   | トムス・エンタテインメント               | N/A      |
| 2016年 | 信長の忍び                                          | トムス・エンタテインメント               | N/A      |
| 2017年 | 弱虫ペダル NEW GENERATION                           | トムス・エンタテインメント               | N/A      |
| 2017年 | GRANBLUE FANTASY The Animation                      | A-1 Pictures                             | N/A      |
| 2017年 | ひなこのーと                                        | パッショーネ                             | N/A      |
| 2017年 | ナナマルサンバツ                                    | トムス・エンタテインメント               | N/A      |
| 2017年 | キラキラ☆プリキュアアラモード                       | 東映アニメーション                       | N/A      |
| 2018年 | 弱虫ペダル GLORY LINE                               | トムス・エンタテインメント               | N/A      |
| 2018年 | HUGっと!プリキュア                                  | 東映アニメーション                       | N/A      |
| 2019年 | スター☆トゥインクルプリキュア                       | 東映アニメーション                       | N/A      |
| 2019年 | 彼方のアストラ                                      | Lerche                                   | N/A      |
| 2019年 | フルーツバスケット                                  | トムス・エンタテインメント               | N/A      |
| 2019年 | 爆丸バトルプラネット                                | トムス・エンタテインメント               | N/A      |
| 2020年 | ヒーリングっど♥プリキュア                           | 東映アニメーション                       | N/A      |
| 2020年 | ドラゴンクエスト ダイの大冒険                       | 東映アニメーション                       | N/A      |
| 2021年 | トロピカル〜ジュ!プリキュア                         | 東映アニメーション                       | N/A      |
| 2021年 | のりものまん                                        | CloverWorks                              | N/A      |
| 2023年 | シャドウバースFLAME                                 | ゼクシズ                                 | N/A      |
| 2024年 | 変人のサラダボウル                                  | SynergySP・スタジオコメット              | N/A      |

| 発売年 | タイトル                                | 制作元請  | 備考     |
| ------ | --------------------------------------- | --------- | -------- |
| 2008年 | デトロイト・メタル・シティ              | STUDIO 4℃ | N/A      |
| 2012年 | エウレカセブンAO ユングフラウの花々たち | ボンズ    | 制作協力 |

| 開始年 | タイトル                   | 制作元請                   | 備考 |
| ------ | -------------------------- | -------------------------- | ---- |
| 2004年 | 爆丸アーマードアライアンス | トムス・エンタテインメント | N/A  |

### 作画担当作品
テレビアニメ
- 灼眼のシャナ（2005年-2006年）
- 交響詩篇エウレカセブン（2005年-2006年）
- 吉永さん家のガーゴイル（2006年）
- デルトラ・クエスト（2007年）
- DARKER THAN BLACK -黒の契約者-（2007年）
- アイドルマスター XENOGLOSSIA（2007年）
- スカルマン THE SKULL MAN（2007年）
- ひぐらしのなく頃に解（2007年）
- 逮捕しちゃうぞ フルスロットル（2007年-2008年）
- ARIA The ORIGINATION（2008年）
- RD 潜脳調査室（2008年）
- 純情ロマンチカ（2008年）

劇場アニメ
- ストレンヂア 無皇刃譚（2007年）
- 超劇場版ケロロ軍曹3 ケロロ対ケロロ天空大決戦であります!（2008年）
- ジョバンニの島（2014年）

OVA
- 撲殺天使ドクロちゃん2（2007年）

## 関連人物

### 演出家
- 松永眞彦
- 備前克彦
- 小川凜太郎

### アニメーター
- 町田真一
- 濱口頌平
- 小嶌エリナ
- 江口茜

- 渡邉慶子
- 森亜弥子
- 村田憲泰
- 髙野ゆかり

- 天羽美琴
- 宮代夏樹
- 吉森直子
- 志田ただし